# Przedsiębiorstwo Komunikacji Miejskiej Bytom

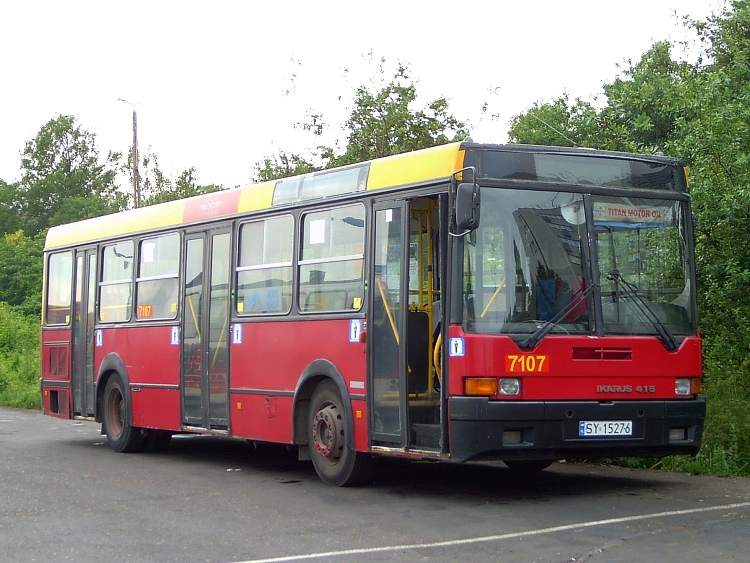
Ikarus 415

PKM Bytom SA (Przedsiębiorstwo Komunikacji Miejskiej Bytom Spółka Akcyjna) – przewoźnik KZK GOP, przedsiębiorstwo założone przez gminy: Bytom, Ruda Śląska, Zabrze, Świętochłowice, Chorzów, Zbrosławice i Piekary Śląskie. Przed przekształceniem w spółkę akcyjną przedsiębiorstwo funkcjonowało jako jednostka organizacyjna miasta Bytom powołana w celu lokalnego transportu zbiorowego. Dnia 30 czerwca 1994 roku PKM Bytom został wpisany do Rejestru Handlowego Sądu Rejonowego w Katowicach. PKM Bytom na zlecenie KZK GOP obsługiwał linie autobusowe: 39, 96, 121, 127, 139, 144, 146, 167, 169, 176, 183, 201, 227, 230, 255, 280, 608, 623, 708, 752, 753. Większość autobusów, które wykonywały kursy to różnego rodzaju Ikarusy – 260, 280, 412, 415. Eksploatowane były także autobusy marek MAN (MAN SL223), Mercedes-Benz, Neoplan (Neoplan N4014NF, Neoplan N4021, Neoplan N4014NF) i Jelcz. PKM Bytom jako pierwsze i dotychczas jedyne wprowadziło obsługę konduktorską w każdym pojeździe (tzw. program pilotażowy, trwający od 1 czerwca 2004 do 31 maja 2006).
30 czerwca 2006 spółka została postawiona w stan likwidacji.